# Liskova vila

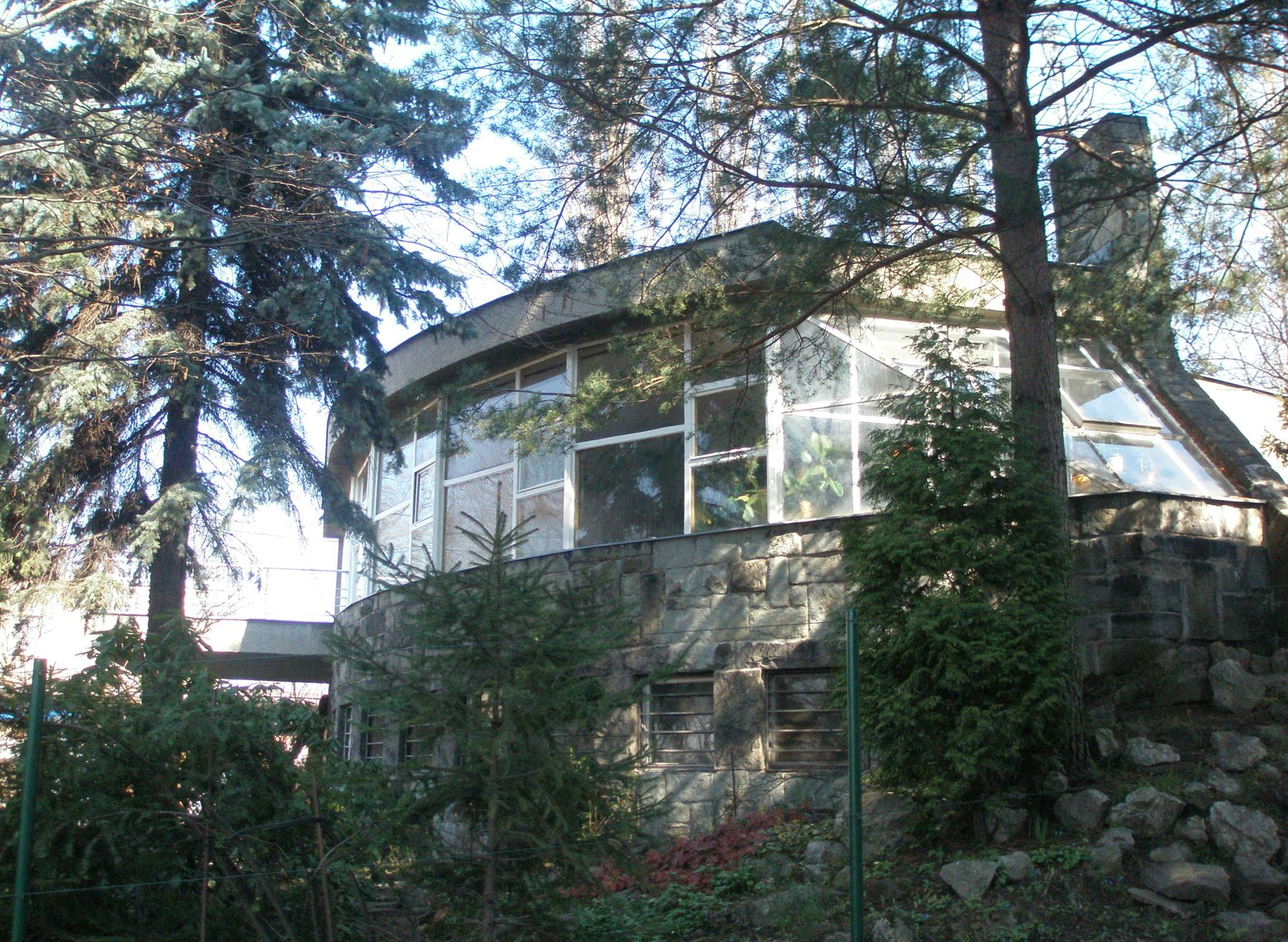
Vila JUDr. Eduarda Lisky

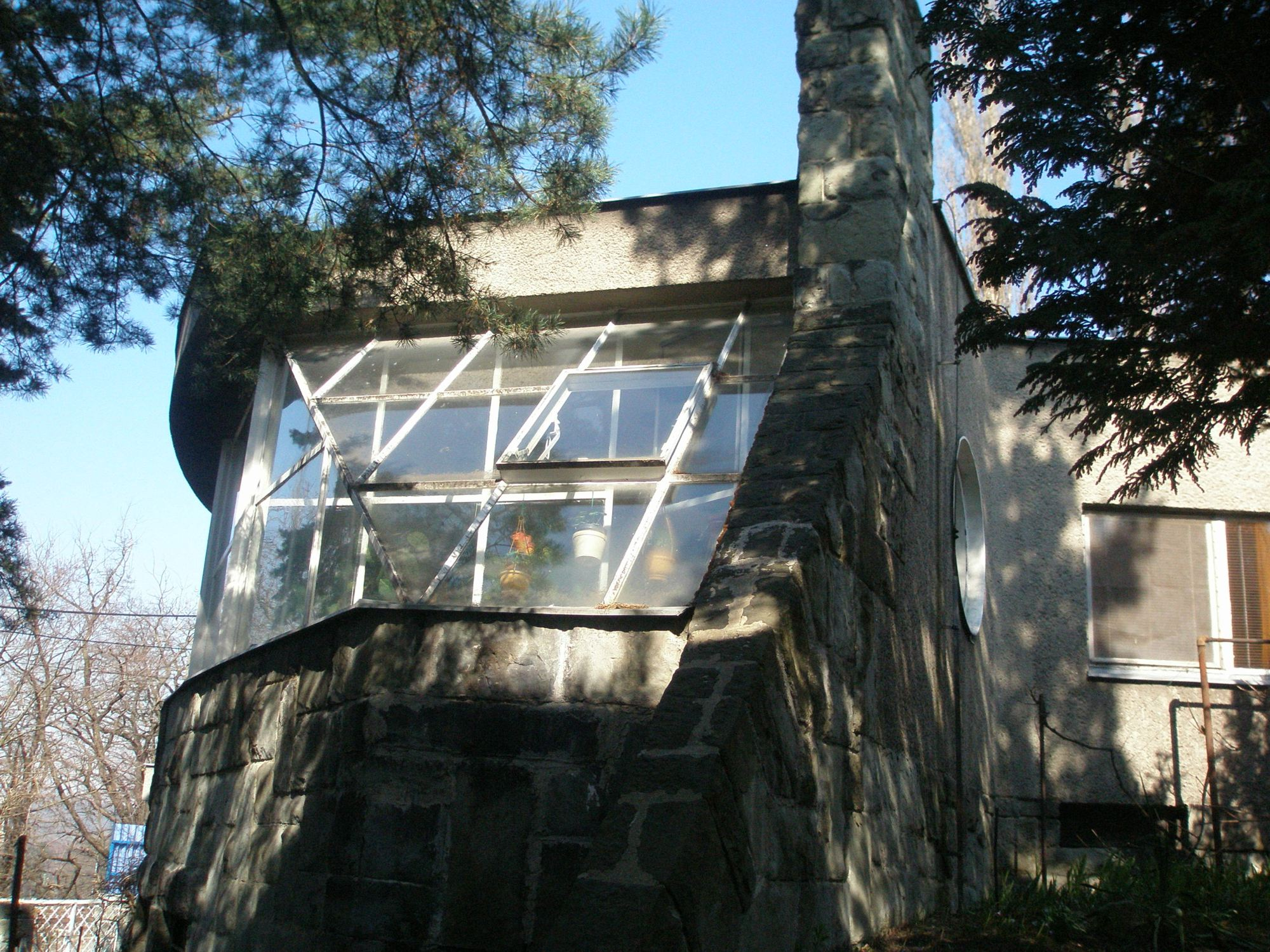
Vila JUDr. Eduarda Lisky

Vila JUDr. Eduarda Lisky (uváděna také jako Šlapetova vila) ve Slezské Ostravě (Čedičová ulice číslo 8) z roku 1936 je nejvýznamnější realizací architektů bratří Čestmíra a Lubomíra Šlapetových v oblasti severní Moravy a Slezska. Její zcela ojedinělá prostorová a tvarová bohatost vychází z organického funkcionalismu. Vila je od 1. července 2008 vyhlášena národní kulturní památkou podle nařízení vlády číslo 170/2008 Sb. (pod nesprávným názvem Lískova vila).

## Architektonická inspirace
Projekt byl inspirován stavbou vily Dr. Baensche od architekta Hanse Scharouna v Berlíně-Spandau z let 1934–1935. Liskova vila však Scharounovu koncepci tvůrčím způsobem přetváří.

## Umístění stavby
Stavba je zasazena do svahu Hladnova ve Slezské Ostravě tak, že západní strana domu směrem k řece Ostravici je jednopatrová s plochou střechou. Směrem k východnímu traktu přechází v přízemní objekt, zároveň s tím, jak se ve svahu zapuštěné přízemí mění v suterén. Ústřední prostor domu – společenská hala – se nachází na konci komunikačního trasování domu. Člověk tak do jejího prostoru musí dojít, aby s překvapením mohl usednout na pohovku a s přáteli sledovat širokým zaobleným kovovým pásovým oknem dění v údolí s výhledem na Novou radnici.

## Architektura stavby
Vila má kompozici ve tvaru T, prostorově variabilní pomocí dvojice posuvných stěn. Skladbu domu obohacují i terasy – na západní straně nad vchodem do domu terasa na subtilních kovových sloupcích, přístupná ze společenské haly, a na východě krytá terasa, otevřená přímo do centrální komunikační prostory domu.

## Historie
Vila byla vybudována nákladem 270 tis. Kč a dokončena na podzim roku 1936. Okrasnou zahradu navrhl zahradní architekt Josef Vaněk; k jejímu zavlažování se využívala deštová voda ze střechy vily svedená do zásobníku o objemu cca 7 m3. Za druhé světové války byla zahrada a částečně i samotná vila poškozena při americkém bombardování Ostravy dne 29. srpna 1944. Opravena byla až po válce, v roce 1946. V roce 1970 vilu od rodiny dr. Lisky koupili noví majitelé, kteří ji trvale obývají a příležitostně umožňují prohlídky veřejnosti.
Vila má teplovzdušný systém vytápěním, umožňující regulaci teploty v jednotlivých místnostech. Spotřeba paliva za topnou sezonu činila kolem 7–8 tun koksu.

## Současnost
Liskova vila se do dnešních dnů zachovala téměř v původním stavu s řadou funkčních detailů (zásuvky, vypínače, svítidla, madlo schodiště, vana, umyvadla, baterie, okna, dveře, keramické obklady, vestavěné skříně) i zařízení (teplovzdušné topení s kotlem FRAMA, doplněným ventilátorem a vzduchovými filtry, elektrický sporák v kuchyni Brown Sigma Boweri, elektrická akumulační kamna ap.).